# Erica Buratto
Erika Buratto (ur. 31 grudnia 1984 w Udine) – włoska pływaczka, specjalizująca się głównie w stylu dowolnym oraz w stylu zmiennym.
Mistrzyni Europy z Debreczyna w sztafecie 4 x 200 m stylem dowolnym oraz brązowa medalistka tych mistrzostw w sztafecie 4 x 100 m stylem dowolnym.